# Karl Patterson Schmidt
Karl Patterson Schmidt, ameriški herpetolog, * 19. junij 1890, Lake Forest, Illinois, † 26. september 1957, Chicago.

## Življenjepis
Leta 1913 je Schmidt začel študirati biologijo in geologijo na Univerzi Cornell. Leta 1915 se je odločil za študij herpetologije. Naslednje leto je diplomiral in odšel na prvo geološko ekspedicijo na Santo Domingo. Leta 1952 je postal častni doktor Earlham Collegea.
Med letoma 1916 in 1922 je bil asistent na oddelku za herpetologijo Ameriškega prirodoslovnega muzeja v New Yorku, ki sta ga takrat vodila Mary Cynthia Dickerson in Gladwyn K. Noble. Leta 1919 je odšel na prvo odpravo v Portoriko, leta 1922 pa je postal pomočnik kustosa na oddelku za plazilce in dvoživke v Field Museum of Natural History v Chicagu. Med letoma 1923 in 1934 je sodeloval še na več odpravah v Centralno in Južno Ameriko. Leta 1923 je odšel v Honduras, leta 1926 v Brazilijo, nato pa še v Gvatemalo (1933–1934). Leta 1937 je postal urednik herpetološko-ihtiološke revije Copeia, kjer je ostal do leta 1949. Leta 1941 je postal kustos zoološkega oddelka v Field Museumu. To delo je opravljal do upokojitve v letu 1955. Med letoma 1942 in 1946 je bil predsednik Ameriškega združenja ihtiologov in herpetologov (ASIH). Leta 1953 je odšel na zadnjo odravo v Izrael.
Schmidt je umrl leta 1957, po tem, ko ga je ugriznil mladič strupenjače vrste Dispholidus typus, ki ga je v Field Museum v Chicago v identifikacijo poslal znanstvenik Marlin Perkins, takratni ravnatelj živalskega vrta Lincoln Park. Schmidt je podcenil resnost ugriza in ni takoj poiskal medicinske pomoči. Umrl je 28 ur po ugrizu, saj mu zdravniki kasneje niso mogli več pomagati.
Schmidt velja za enega najpomembnejših herpetologov 20. stoletja. Sam je sicer odkril le nekaj novih vrst, poimenoval pa jih je več kot 200. V svoji karieri je zbral več kot 15.000 herpetoloških del in s tem v muzeju, kjer je delal, osnoval knjižnico, ki se danes imenuje po njem.

## Delo

### Vrste, poimenovane po njem
- Acanthodactylus schmidti
- Batrachuperus karlschmidti
- Eleutherodactylus karlschmidti
- Lerista karlschmidti
- Pseudoxenodon karlschmidti

### Vrste, ki jih je opisal Karl Schmidt
- Batrachuperus tibetanus[7]
- Eleutherodactylus wightmanae
- Leptopelis parvus Schmidt & Inger, 1959[8]
- Neurergus kaiseri

## Publikacije
Schmidt je napisal več kot 200 strokovnih člankov in knjig, med katerimi je najbolj znana knjiga Living Reptiles of the World.

### Druge publikacije
- Schmidt, Karl P. 1925. New Reptiles and a salamander from China. American Museum Novitates No. 157[7]
- Schmidt, Karl P. 1930. Reptiles of Marshall Field North Arabian desert expeditions, 1927–1928. Field Museum of Natural History Publication 273, Zoological series vol. 17, no. 6., p. 223-230.[9]